# Kaimonarch
De kaimonarch (Symposiachrus leucurus; synoniem: Monarcha leucurus) is een zangvogel uit de familie Monarchidae (monarchen).

## Verspreiding en leefgebied
Deze soort is endemisch op de Kei-eilanden in het zuidoosten van de Molukken.

## Status
De grootte van de populatie is in 2021 geschat op 50.000-250.000 volwassen vogels. Het verspreidingsgebied is klein en de soort gaat achteruit door habitatverlies. Op de Rode lijst van de IUCN heeft deze soort daarom de status gevoelig.